# The 5.6.7.8’s
The 5.6.7.8’s — японское девичье рок-трио, чья музыка напоминает американский сёрф-рок, рокабилли и гаражный рок. Зачастую исполняют кавер-версии американских рок-н-ролльных песен. Все участницы родом из Токио. The 5.6.7.8’s начинали как квартет, в 1992 году официально стали трио. Во время австралийского тура приглашали к себе в качестве гостевого исполнителя мужчину Эдди (Eddie).
В 2003 году The 5.6.7.8’s появились в фильме Квентина Тарантино «Убить Билла 1». На специальном бонусном DVD к фильму The 5.6.7.8’s исполняют песни «I Walk Like Jayne Mansfield» и «I’m Blue» во время съёмок фильма. Квентин Тарантино открыл для себя эту музыку в токийском магазине одежды. Он спросил у продавца о возможности приобретения компакт-диска на месте, так как у него не оставалось времени на посещение музыкального магазина, но тот отказал. Тогда Тарантино предложил двойную цену, после чего продавец согласился. Помимо этого песня «The Barracuda» присутствует в саундтреке к фильму «Тройной форсаж: Токийский дрифт».
Трио стало известно также благодаря использованию их кавер-версии песни «Woo Hoo» (The Rock-A-Teens) в рекламе пива Carling и IP-телефонии Vonage. Песня достигла 28 позиции в британском чарте синглов в 2004 году.

## Дискография
- The 5.6.7.8’s Can’t Help It! (1991)
- The 5.6.7.8’s (1994)
- Bomb the Twist (1996)
- Pin Heel Stomp (1997)
- Teenage Mojo Workout (2002)
- Bomb the Rocks: Early Days Singles (2003)
- Golden Hits of The 5.6.7.8’s (2003)
- Live at Third Man (2011)

## Видео
- Woo Hoo (live)
- I'm Blue